# Argiolestes celebensis
Argiolestes celebensis – gatunek ważki z rodziny Megapodagrionidae.